# Kujo Yoritsugu
Kujo Yoritsugu, även Kujō Yoritsugu,  (japanska 九条 頼嗣) född 1239, död 1256, shogun över Japan genom Kamakura-shogunatet mellan 1244 och 1252. Installerades som shogun av Hojo Tokiyori vid sex års ålder efter att hans far, Kujo Yoritsune tvingats avgå från posten som shogun sedan han fallit i onåd hos Hojo-ätten. Efterträddes 1252 av prins Munetaka.